# خاطر (تصوف)
الخاطر كمصطلح تصوف
ما يرد على القلب من الخطاب، أو الوارد الذي لا عمل للعبد فيه، وما كان خطاباً، فهو أربعة أقسام التالية
- رباني، وهو أول الخواطر، وهو لا يخطئ أبداً، وقد يعرف بالقوة والتسلط وعدم الاندفاع.
- وملكي، وهو الباعث على مندوب أو مفروض، ويسمى: إلهاماً.
- ونفساني، وهو ما فيه حظ النفس، ويسمى: هاجساً.
- وشيطاني، وهو ما يدعو إلى مخالفة الحق، جاء في القرآن: ﴿الشَّيْطَانُ يَعِدُكُمُ الْفَقْرَ وَيَأْمُرُكُمْ بِالْفَحْشَاءِ وَاللَّهُ يَعِدُكُمْ مَغْفِرَةً مِنْهُ وَفَضْلًا وَاللَّهُ وَاسِعٌ عَلِيمٌ ۝٢٦٨﴾ [البقرة:268].

تعريف ابن عربي
- مايرد علي القلب والضمير من الخطاب ربانيا كان أو ملكيا أو نفسيا أو شيطانيا من غير إقامة وقد يكون لكل وارد لا تعمل لك فيه.[1]